# Zagoria

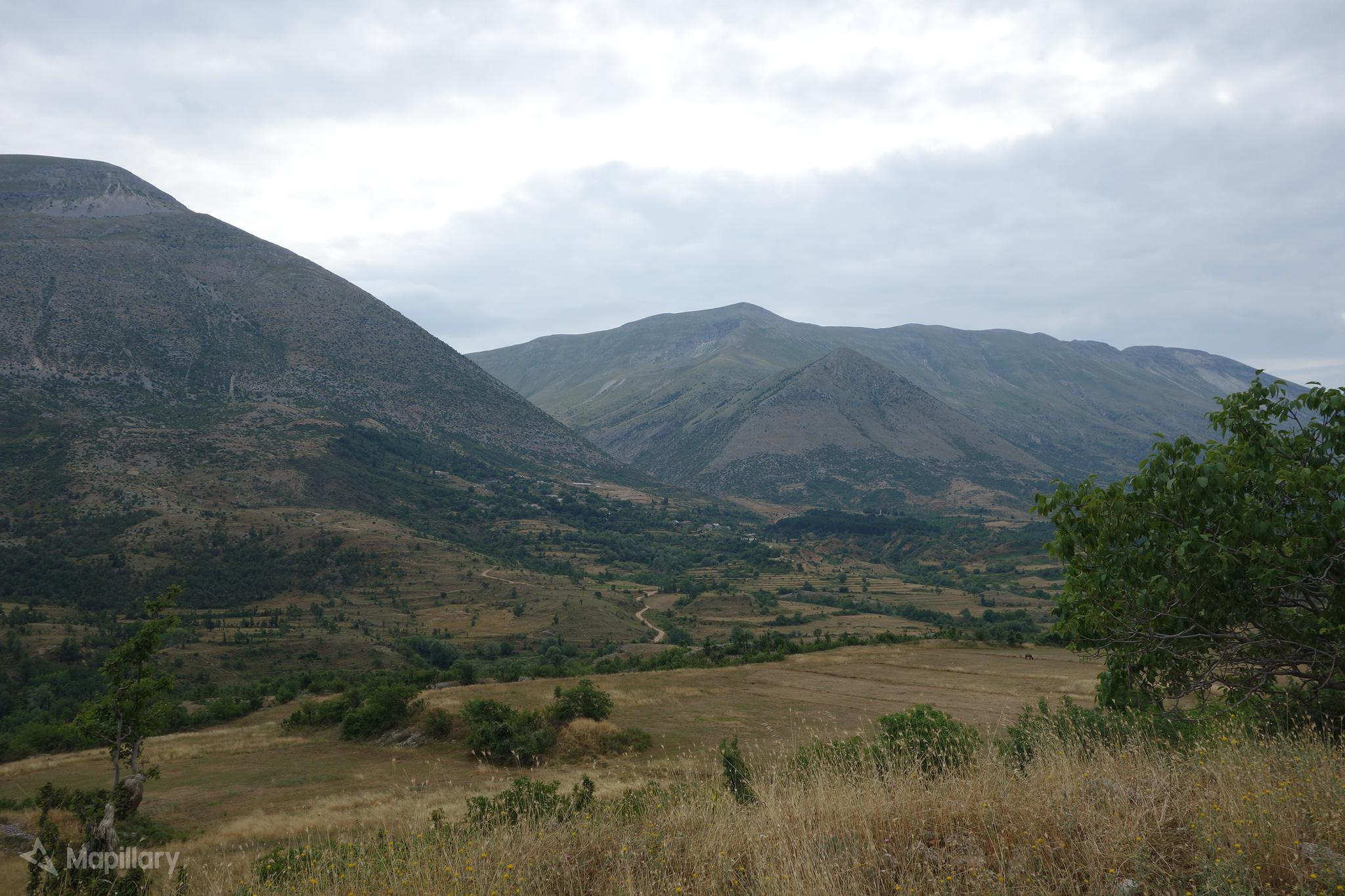
Das Dorf Sheper mit Dhëmbel links und Nemërçka sowie Pogon im Hintergrund

Die Zagoria (albanisch auch Zagori) ist eine Bergregion in Südalbanien, die zur Gemeinde Libohova im Qark Gjirokastra gehört. Bis 2015 war die Zagoria eine eigenständige Gemeinde (komuna), heute eine Njësia administrative (Verwaltungseinheit) innerhalb der Bashkia Libohova. In der Zagoria leben 265 Menschen (Volkszählung 2023). Zwölf Jahre zuvor waren es noch 411 Einwohner gewesen (Volkszählung 2011).
Zusammen mit dem südlich anschließenden Pogon bildet das Tal der Zagoria (Fluss) eine Synklinale im paläogenen Flysch, abgeschieden eingeklemmt zwischen den Gebirgszügen Shëndëll-Lunxhëria-Buretoja im Westen und Trëbëshinj-Dhëmbel-Nëmerçka im Osten, gebildet von den Zweitausendern Lunxhëria (2155 m ü. A.), Nemërçka (2485 m ü. A.) und Dhëmbel (2050 m ü. A.). Vom Pass auf ca. 850 m ü. A. im Synklinaltal, der das Pogon im Süden von der Zagoria im Norden trennt, zieht sich die Zagoria parallel zwischen den Tälern von Drino und Vjosa nach Nordwesten. Das Tal der Zagoria ist rund 23 Kilometer lang und verengt sich nach Norden zusehend. Zwischen Tepelena und Këlcyra mündet die Zagoria in die Vjosa, die hier die beiden Antiklinalen durchbricht. Das Einzugsgebiet des Flusses beträgt 171 Quadratkilometer. Auf der Nordostseite entspringen dem Dhëmbel zahlreiche Karstquellen. Das Pogon als großes Becken zwischen Nemërçka und Buretoja wird durch eine enge Schlucht zwischen Buretoja und Lunxhëria zum Drino entwässert.
Herbert Louis beschrieb das Gebiet in den 1920er Jahren folgendermaßen:

„Zu beiden Seiten des Zagoriëbaches wird der Flysch von zahllosen Tälchen badlandartig zerschnitten; denn unter der permeablen Kalkbreccie treten überall Quellen aus, die weitaus wichtigsten dieser Landschaft. […] Bie Maleshovo hat der Bach den Flysch durchschnitten, und es beginnt nun im Kalke eine äußerst enge Schlucht […]“

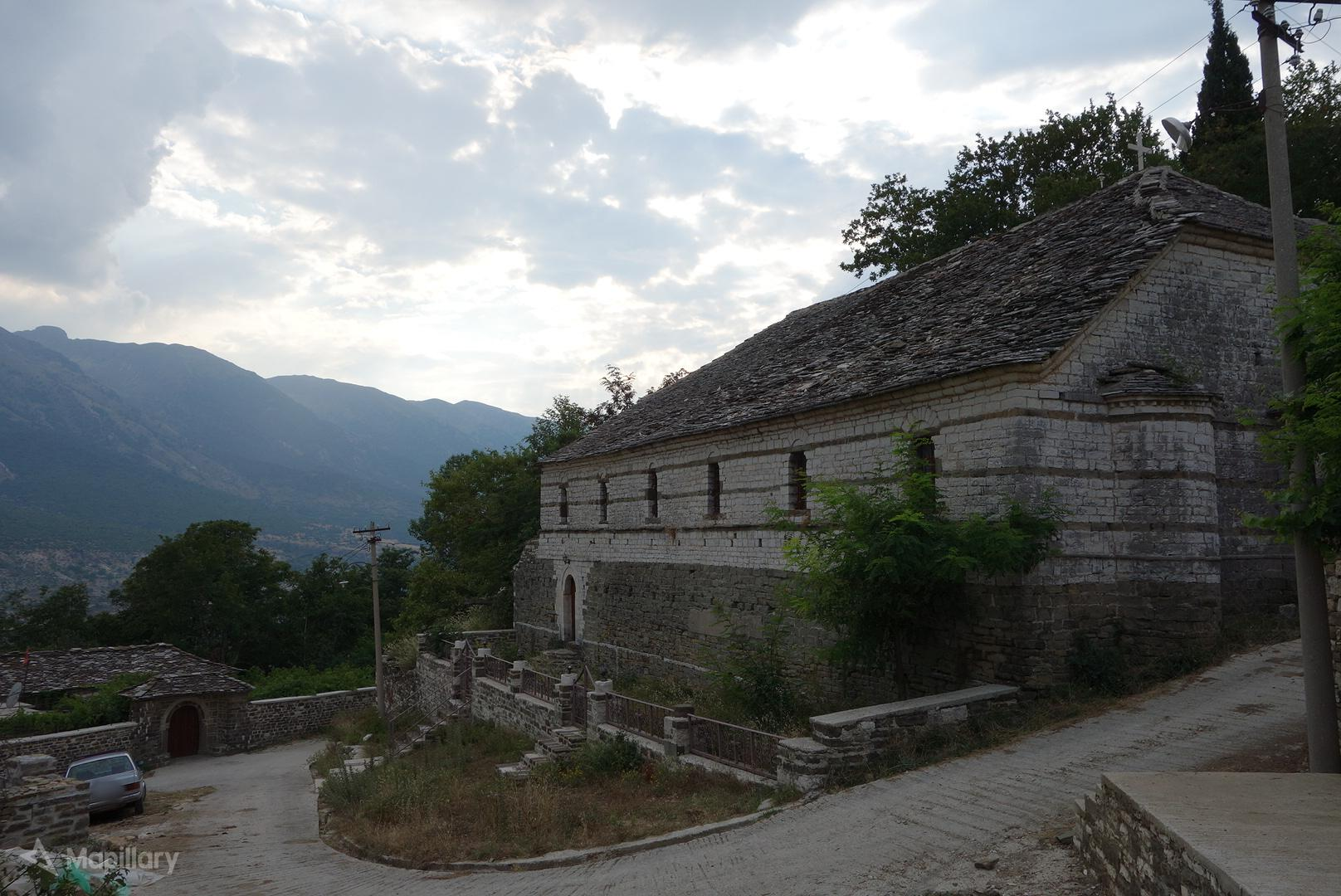
Kirche von Sheper

Die Dörfer im Tal liegen nicht am Fluss, sondern am Hang von Dhëmbel und Lunxhëria auf rund 700–900 m ü. A. Die Zagoria besteht aus zehn Dörfern (von Süd nach Nord): Sheper, Nderan, Nivan, Topova, Koncka, Lliar, Zhej, Hoshteva, Doshnica, Vithuq. Weiter liegen im Tal der Zagoria die Dörfer Leskaj, Limar und Malëshova, die zur Gemeinde Këlcyra gehören, und Peshtan am Talausgang, das zur Gemeinde Tepelena gehört. Hauptort ist Nivan. Im Gegensatz zum von Griechen bewohnten Pogon ist die Zagoria mehrheitlich albanisch; Nderan und Topova werden von Aromunen bewohnt.

„Diese Gebirgszone zwischen den Flüssen Vjosa und Drino gehört zu den höchsten und größten, gleichzeitig zu den am wenigsten dicht besiedelten und extrem abgeschiedenen Gegenden des albanischen Epirus.“

Der Name Zagoria ist slawischen Ursprungs und deutet auf die Lage der Region „hinter den Bergen“ hin. Rund 50 Kilometer südöstlich liegt in Griechenland die Gemeinde Zagori, die ebenfalls zum Epirus gehört.

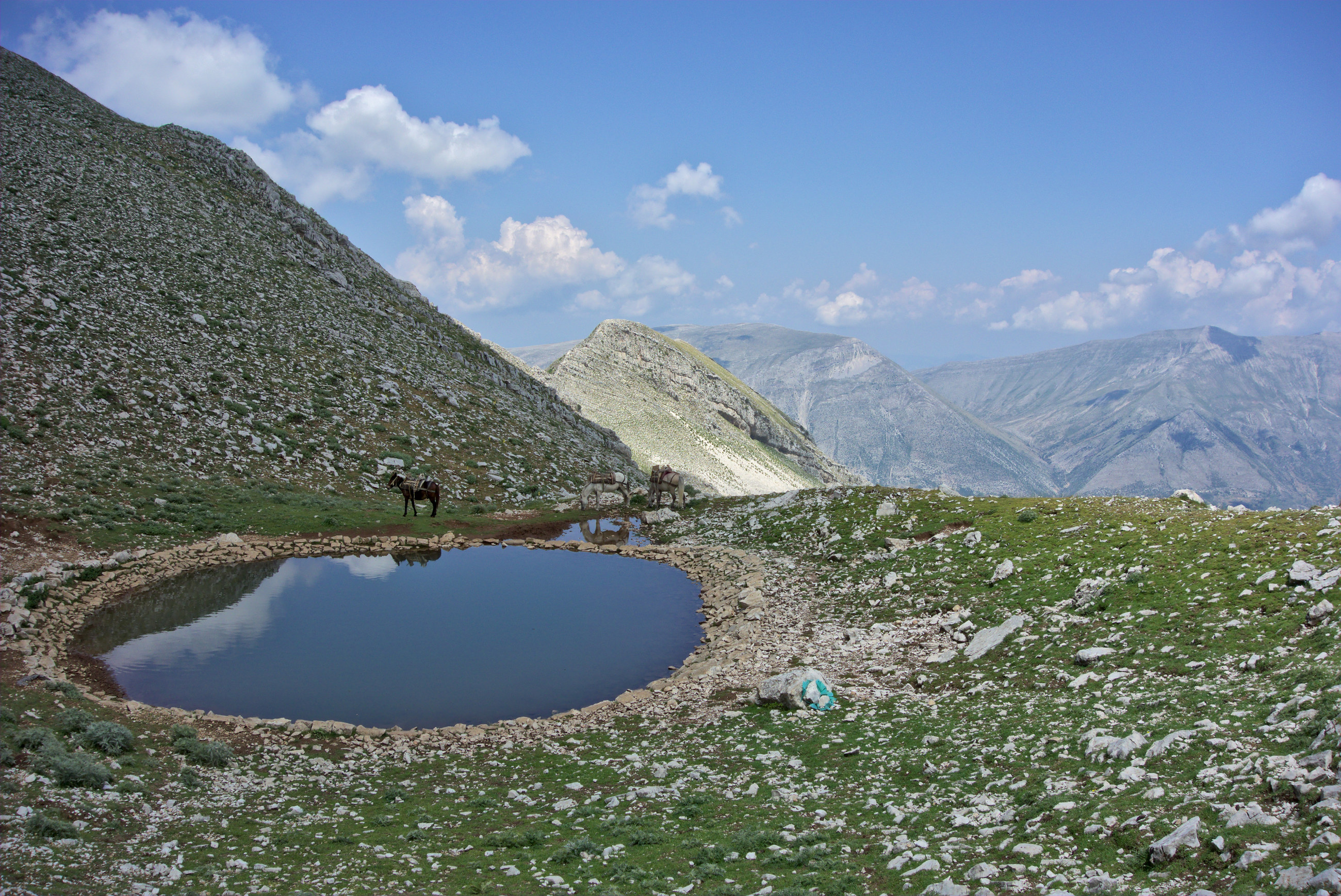
Tauteich der Hirten wenig unterhalb des Grats der Lunxhëria

Heute ist die Weidewirtschaft in der Zagoria dominierend. Begrenzte Einkommensmöglichkeiten und die Abgeschiedenheit haben zu einer starken Abwanderung geführt wie in der ganzen Region. Zufahrtswege zur Zagoria sind der Çajupi-Pass (ca. 1300 m ü. A.) von Gjirokastra über Erind nach Zhej (2020 nur bis kurz nach der Passhöhe asphaltiert) und die Straße von Libohova durch die Schlucht von Suha nach Poliçan im Pogon und weiter nach Sheper (2020 nicht asphaltiert). Die Dörfer im unteren Bereich des Tals der Zagoria sind nur durch Pfade mit denjenigen im oberen Bereich verbunden. Ein Bergpfad führt über den Dhëmbel-Pass (1464 m ü. A.) nach Përmet.
Zahlreiche orthodoxe Kirchen in den verschiedenen Dörfern sind Zeugen eines historischen kulturellen Erbes der abgeschiedenen Region. Der Schriftsteller Andon Zako Çajupi (1866–1930) stammt aus Sheper; Vito Kapo und ihr Bruder Pirro Kondi, die aus Nivan stammten, machten als Politiker der Partei der Arbeit Albaniens Karriere.
Einige Platanen, Eichen und weitere Bäume und Heine insbesondere in Nderan und Nivan sind als Naturdenkmäler geschützt. Weiter stehen Geländeterrassen bei Nderan, eine Quelle in Nivan, ein Felsen bei Zhej und höhlenähnliche Vertiefungen im Karst bei Koncka als Naturdenkmäler auf der Liste der nationalen Naturschutzgebiete. 2018 wurde ein 25.000 Hektar großer „Naturpark Zagoria“ gegründet, der sich von der Region Zhej und dem Çajupi-Pass der ganzen Westseite des Tals sowie dem Lunxhëria-Berzug entlangstreckt und aus einem Regionalen Naturpark hervorging.
Die Zagoria und das angrenzende Pogon, wo 440 Menschen leben, sind stark von Abwanderung betroffen. 1989 lebten noch 1448 Menschen in der Zagoria, 2474 in Pogon. 2023 wurden bei der Volkszählung noch sieben Kinder unter 14 Jahren in der Zagoria erfasst und in Pogon zehn. Hingegen war praktisch die Hälfte der Bevölkerung über 65 Jahre alt.

## Bilder

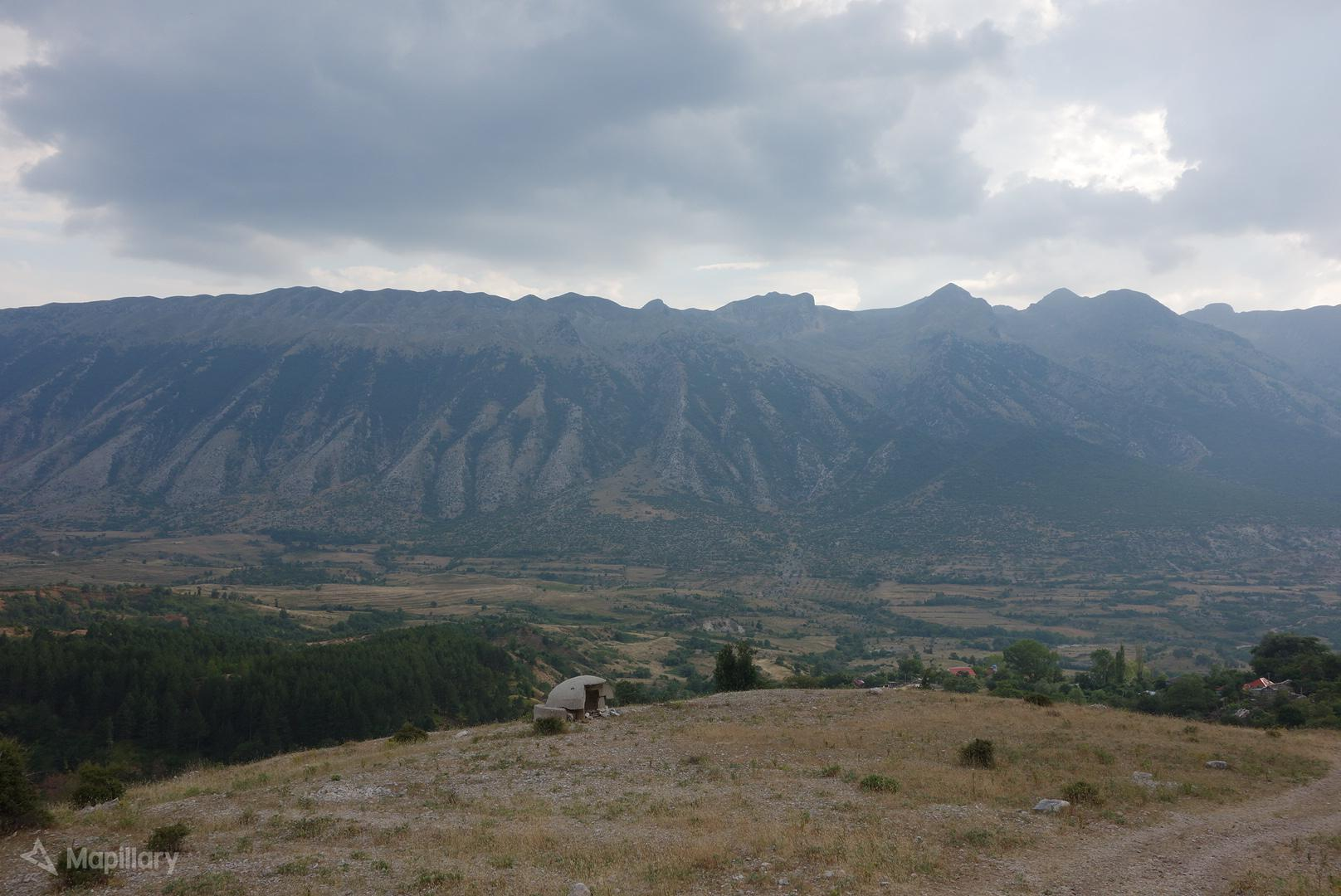
Blick über das Tal im breiten oberen (südlichen) Bereich
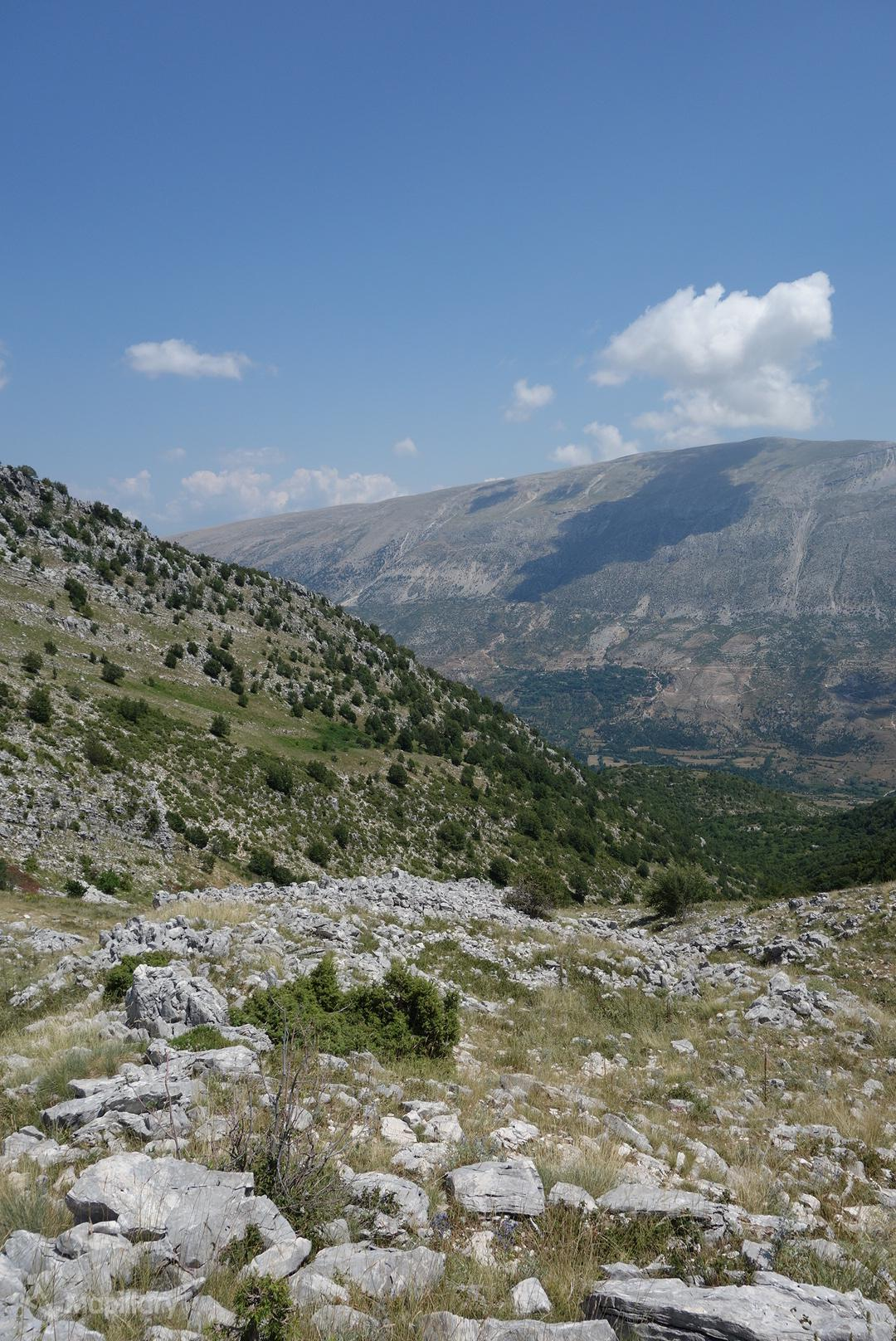
Blick von der Lunxhëria, der gegenüberliegenden Talseite auf Dhëmbel und Nivan unterhalb des Gipfels
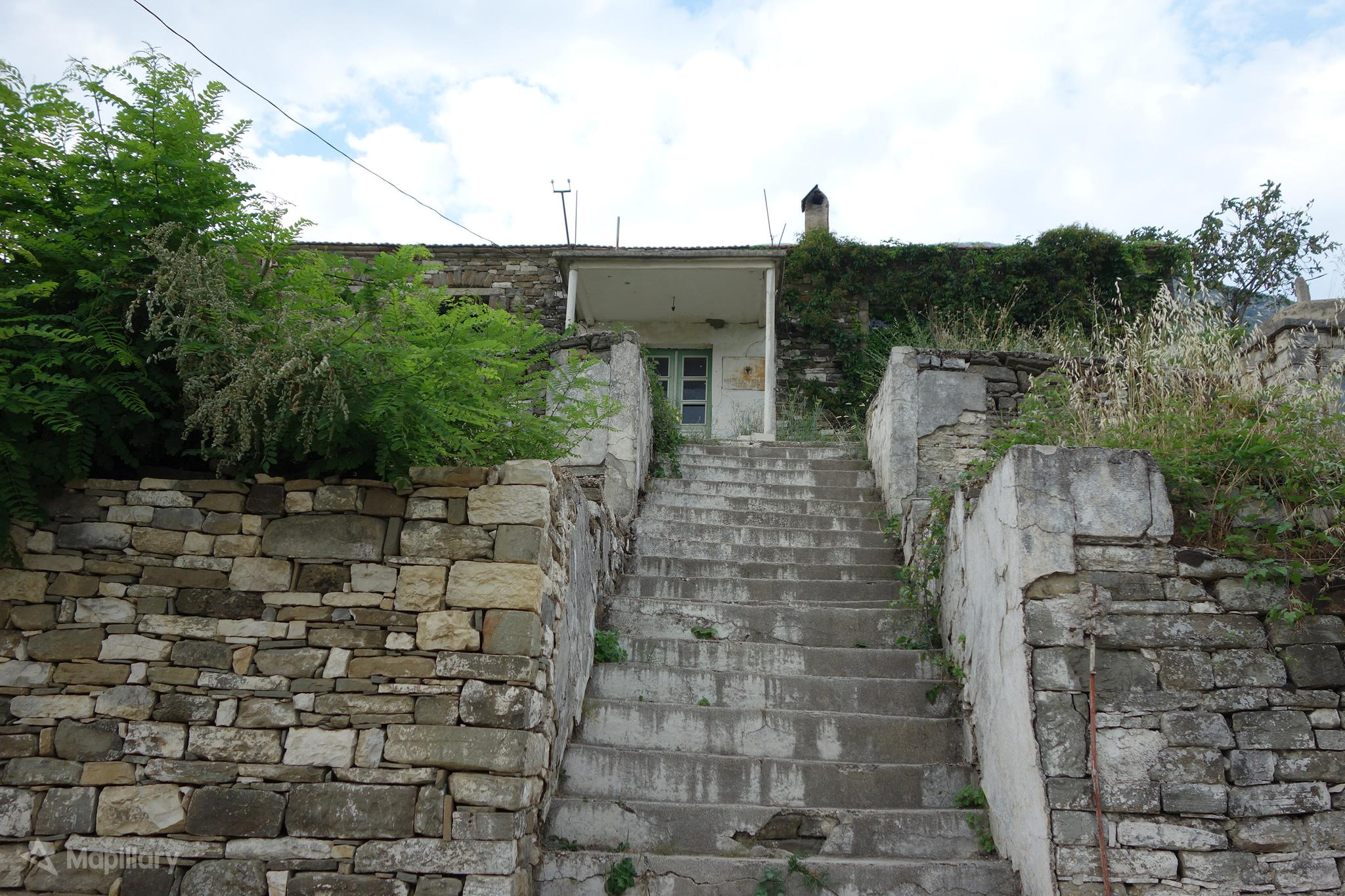
Alte Schule von Sheper
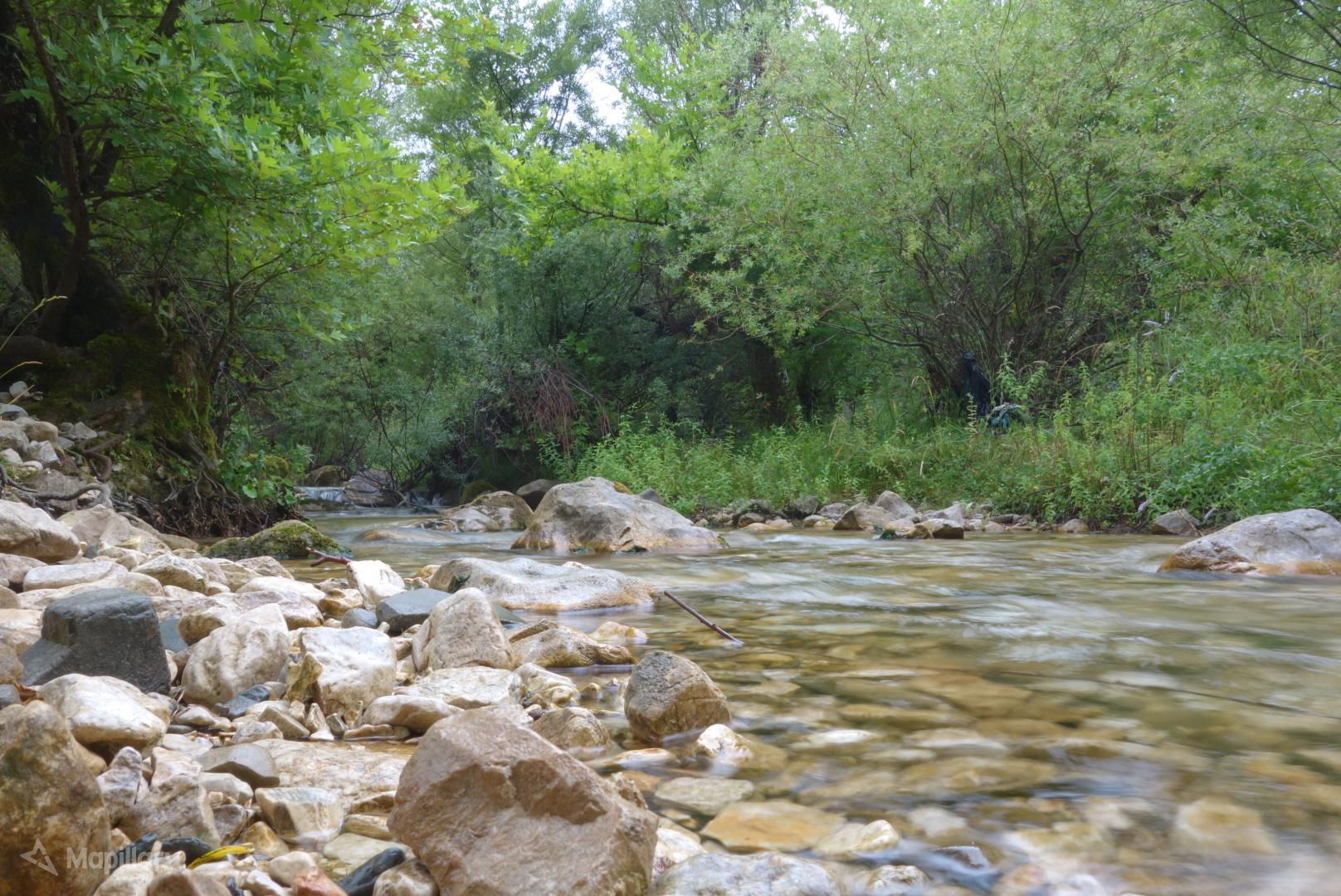
Oberlauf des Flusses Zagoria
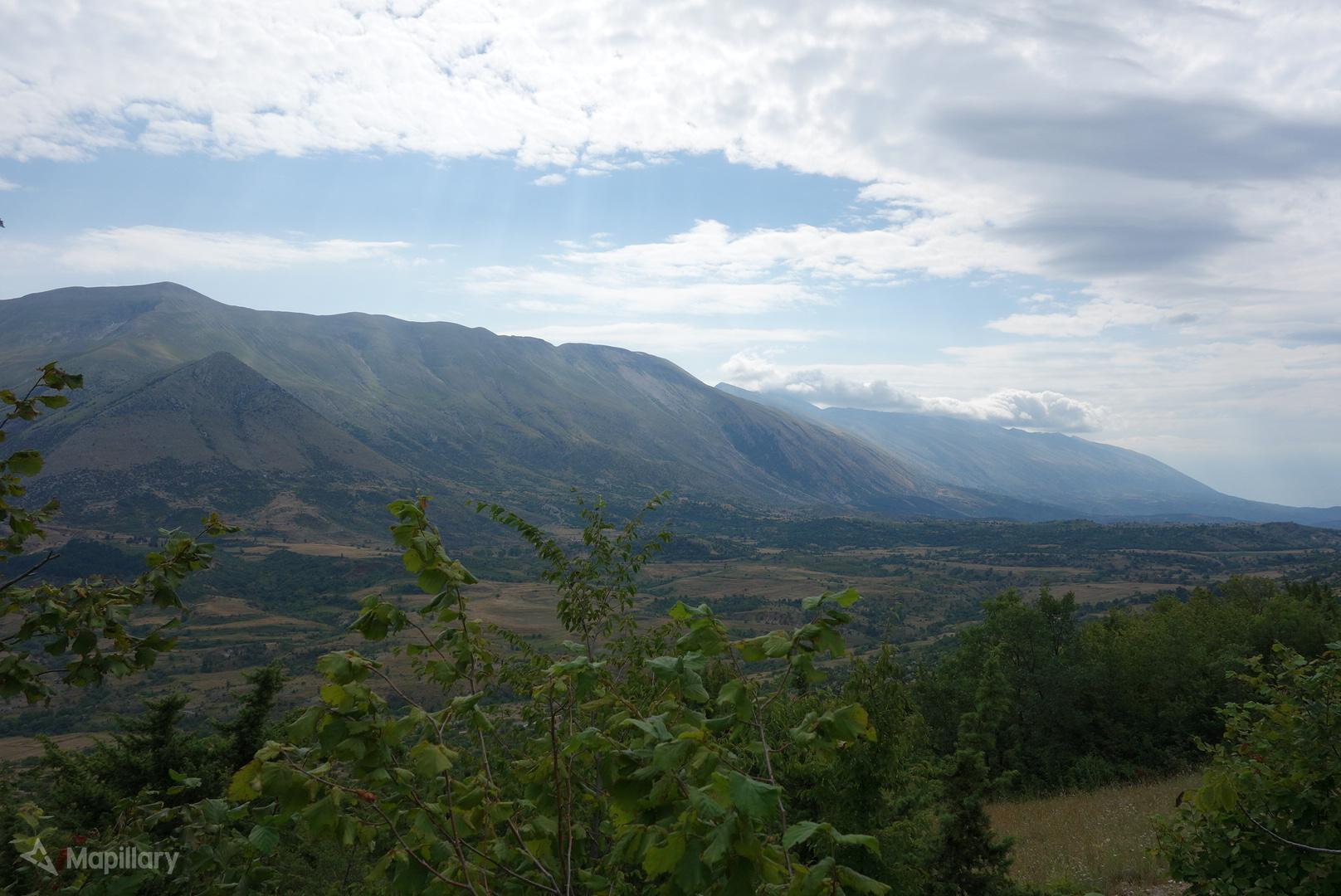
Das Tal bei Nderan – Blick nach Süden